# BB Ge 2/2
Die Ge 2/2 ist eine kleine Elektrolokomotive der früheren Berninabahn, heute der Rhätischen Bahn (RhB). Es wurden nur zwei Loks von diesem Typ erbaut, ursprünglich 61 und 62, seit 1961 mit den Nummern 161 und 162.
Beide Gleichstromloks wurden 1911 von der Berninabahn (BB) für Vorspanndienste beschafft. Die damals noch braun lackierten Maschinen erhielten die Nummern Ge 2/2 61 und 62 und waren noch mit Lyra-Stromabnehmern bestückt. Nach der Übernahme der BB durch die RhB im Jahre 1942 wurden sie verschiedentlich modernisiert; sie tragen heute einen Einholmstromabnehmer und sind meistens als Rangierloks in Poschiavo tätig.
Zwischen den Vorbauten ist ein Gang, so dass ein Übergang zum Zug möglich war. Die Benutzung ungeschützter Übergänge ist aber inzwischen selbst dem Personal untersagt; folgerichtig wurden an den beiden Loks die Übergangsbleche entfernt. Die Fahrzeuge sind jetzt orange lackiert.
Im Juli 2018 wurde die Ge 2/2 161 wieder in den braunen Anstrich zurückversetzt und erhielt einen Scherenstromabnehmer zurück.
Bei den Appenzeller Bahnen (AB) gibt es im historischen Fahrzeugpark mit der Ge 2/2 49 eine ähnlich aussehende Lokomotive, die 1955 auf einem Untergestell aus dem Jahre 1912 entstanden war. Sie war von 1975 bis 2012 als Te 49 bezeichnet. Weitere ähnliche Fahrzeuge existieren bei der TPF (Te 2/2 11–12, bis 1954 als Ge 2/2 bezeichnet) und, ebenfalls aus Umbau stammend, der MVR (Te 81–82).